# إقليم تهامة
إقليم تهامة وهو أحد أقاليم اليمن الستة التي من المتوقع تفعيلها في الدستور القادم، ليكون منطقة حكم ذاتي فيدرالي في غرب اليمن. ويضم أقليم تهامة أربع «ولايات» يمنية وهي الحديدة وريمة والمحويت وحجة وعاصمته الحديدة.

## التسمية
سميت تهامة لشدة حرها وركود ريحها وهو من التهم وهو شدة الحر وركود الريح يقال تَهِمَ الحرُ إذا اشتد ويقال سميت بذلك لتغير هوائها يقال تهم الدهن إذا تغير ريحه.

## التقسيم الإداري
| م        | الولاية        | المساحة كم2 | السكان    |
| -------- | -------------- | ----------- | --------- |
| 1        | محافظة الحديدة | 17,509      | 2٬157٬552 |
| 2        | محافظة ريمة    | 1,922       | 483,196   |
| 3        | محافظة المحويت | 2,328       | 494٬557   |
| 4        | محافظة حجة     | 8,227       | 1٬479٬568 |
| الإجمالي | الإجمالي       | 29,979      | 4,614,873 |